# Neptunia pubescens
Neptunia pubescens är en ärtväxtart som beskrevs av George Bentham. Neptunia pubescens ingår i släktet Neptunia och familjen ärtväxter.

## Underarter
Arten delas in i följande underarter:
- N. p. microcarpa
- N. p. pubescens